# Budynki administracyjne kopalni „Siemianowice”
Budynki administracyjne kopalni „Siemianowice” – zabytkowy kompleks trzech dawnych budynków administracyjnych kopalni „Laurahütte” (później część kopalni „Siemianowice”), położony w Siemianowicach Śląskich przy ulicy Składowej 1, 2 i 3, na terenie dzielnicy Centrum.
Kompleks ten składa się dwóch budynków powstałych przed 1904 rokiem, w których mieściły się domy mieszkalne pracowników dozoru kopalni oraz gmach prawdopodobnie z 1908 roku, w którym mieściła się siedziba dyrekcji kopalni „Laurahütte” (od 1936 roku „Siemianowice”).

## Historia

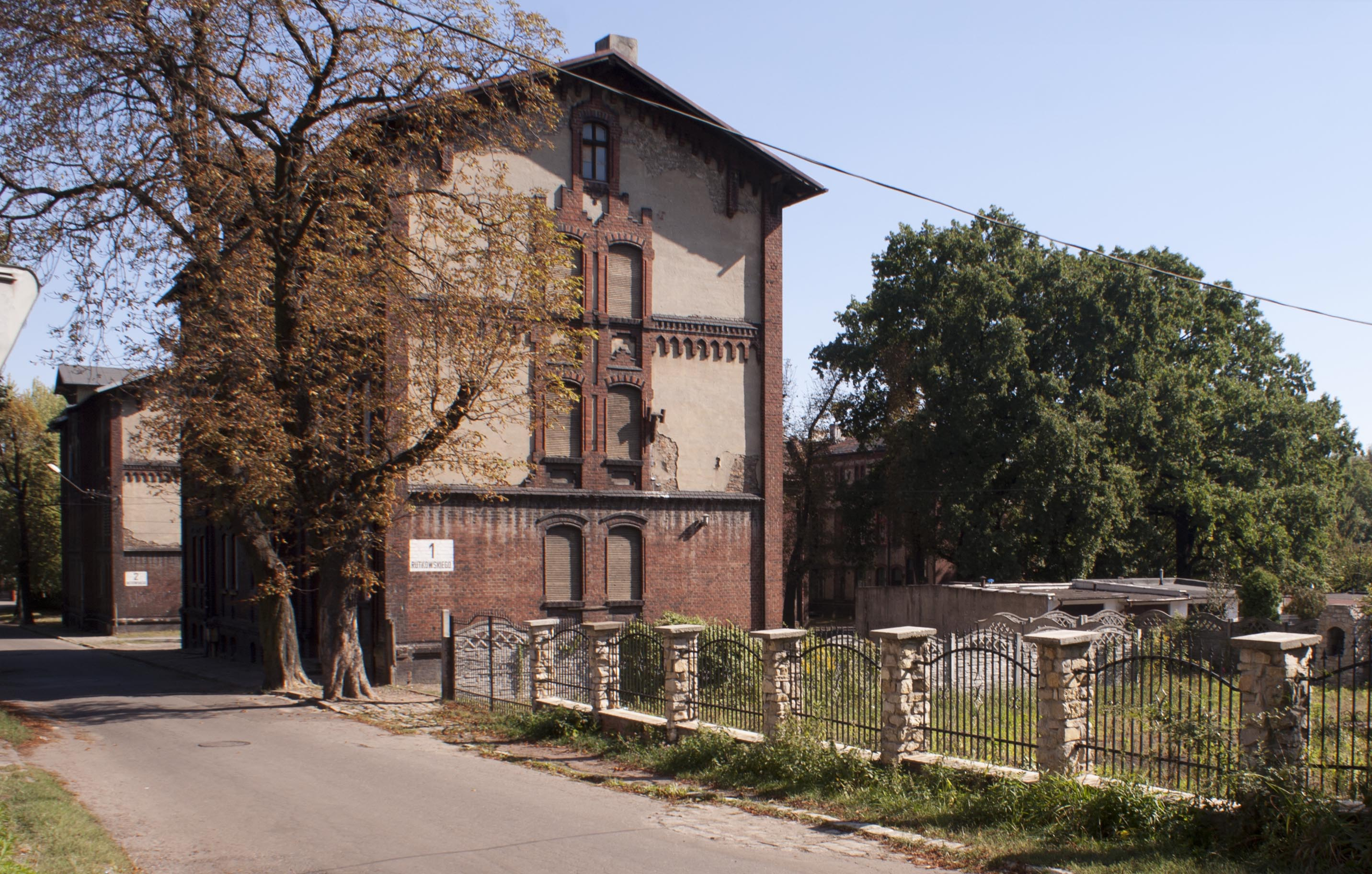
Kompleks dawnej zabudowy administracyjnej od strony ulicy

W dniu 31 sierpnia 1871 roku Otto Ficinus w pobliżu huty „Laura” założył  kopalnię „Laurahütte”, funkcjonującą na bazie szybów „Ficinus” i „Knoff”. Kopalnia ta z czasem była stopniowo rozbudowywana. W związku z tym początku XX wieku powstały nowe budynki związane z produkcją w kopalni. Obecna ulica Składowa w przeszłości prowadziła do bramy głównej szybu „Ficinus”. Przy niej zostały postawione dwie kamienice, które służyły jako domy mieszkalne pracowników dozoru kopalni. Powstały one przed 1904 rokiem jako budynki administracyjne, natomiast na mieszkania zaadaptowano je w 1926 roku.
W 1908 roku kopalnię podzielono na zakłady: „Laurahütte” i „Richter”, które ponownie połączono w 1925 roku. Przypuszczelnie również w tym samym roku przy dzisiejszej ulicy Składowej 3 powstał budynek administracyjny. Pierwotnie mieściła się w nim dyrekcja kopalni „Laurahütte”, natomiast latach międzywojennych stanowił siedzibę Administracji Dóbr i Lasów, lecz według niektórych autorów nigdy nie pełnił tej funkcji. W 1937 roku gmach został zaadaptowany na cele mieszkalne.
W 1933 roku kopalnia „Huta Laura” została zamknięta, a pola górnicze przyłączono do kopalni „Richter”, którą w 1936 roku przemianowano na „Siemianowice”. Obszar dawnego szybu „Ficinus”, stanowiący później szyby „Staszic” I i II, pozostał częścią (zlikwidowanej w 1998 roku) kopalni „Siemianowice” II.
5 grudnia 2012 roku kompleks dawnych budynków administracyjnych został wpisany do rejestru zabytków.

## Charakterystyka

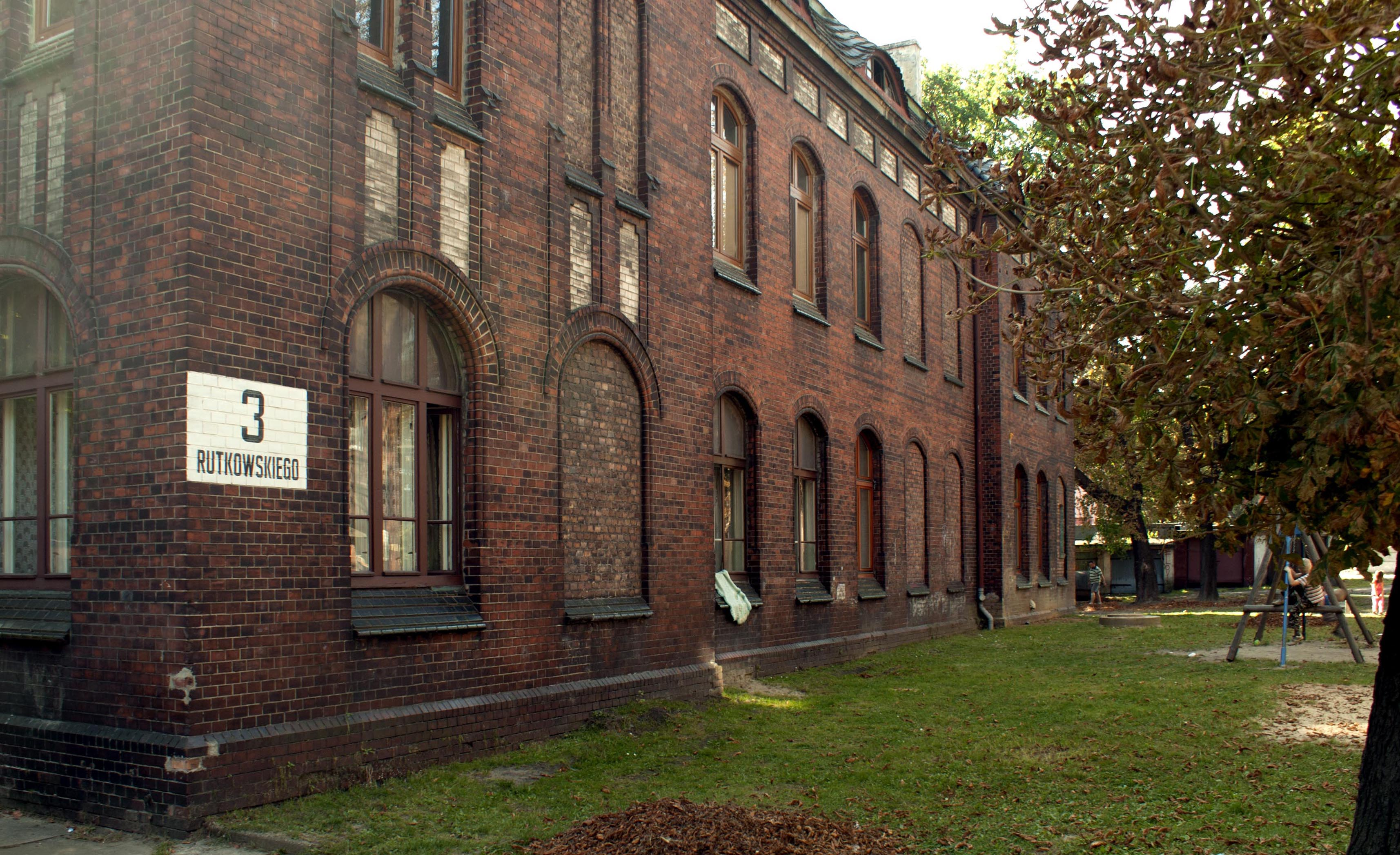
Fragment elewacji bocznej dawnego budynku dyrekcji kopalni przy ulicy Składowej 3

Kompleks dawnych budynków administracyjnych kopalni „Siemianowice” położony jest przy ul. Składowej 1, 2, i 3 (do 2016 roku przy ul. Rutkowskiego 1, 2 i 3) w Siemianowicach Śląskich, na terenie dzielnicy Centrum. Jest on wpisany do rejestru zabytków pod numerem A/393/12. Składa się z trzech budynków pełniących obecnie funkcje mieszkalne.
Budynki o numerach 1 i 2 to dawne domy przeznaczone dla dozoru kopalni. Są to obiekty murowane z cegły, częściowo otynkowane, trzykondygnacyjne, z częściowo użytkowanym poddaszem. Dziesięcioosiowa fasada ma pośrodku ryzalit, natomiast na bocznych elewacjach obecne są wtórnie zamurowane okna z dekoracją imitującą żaluzje. Każdy z budynków ma dwa wejścia z zachowaną oryginalną stolarką.
Budynek o numerze 3 to dawny gmach administracyjny kopalni „Laurahütte”. Jest to obiekt dwukondygnacyjny, wybudowany na planie litery U. Jest on przykryty dwuspadowym dachem nad częścią fasadową, natomiast nad skrzydłami bocznymi od strony zewnętrznej gmachu dach jest mansardowy, wzbogacony lukarnami. W osi głównej dziewięcioosiowej fasady wystaje ryzalit, w którym zaprojektowano główne wejście do gmachu dawnej dyrekcji. W drzwiach zachowana jest oryginalna stolarka. Posadzka w holu wyłożona jest dwubarwnymi płytkami ceramicznymi; znajduje się w nim również klatka schodowa z ozdobną balustradą.